# STAY BEAUTIFUL
STAY BEAUTIFUL（ステイ・ビューティフル）は、Diggy-MO'の5枚目のシングルである。2010年5月12日にSME Recordsから発売された。

## 解説
SOUL'd OUTのメインMCであるDiggy-MO'の5枚目のシングルで、表題曲はテレビ東京系のアニメ『BLEACH』第23代目エンディングテーマ。Diggy-MO'の曲としては、2回目のテレビアニメ主題歌のタイアップである。
初回生産限定盤には、「STAY BEAUTIFUL」のミュージック・ビデオを収録したDVDを含めた、4点の特典が付いている。
初回盤はDVD付2枚組 (CD+DVD) 、『BLEACH』オリジナル描き下ろしクリアシートアナザージャケット（一護たち篇）封入、「STAY BEAUTIFUL」ロゴステッカー封入、スペシャルグッズが当たる応募はがき付き。

## 収録曲

### CD
1. STAY BEAUTIFUL [4:46]
  - 作詞：Diggy-MO'／作曲・編曲：Diggy-MO', JUNKOO
  - 夢のあるメッセージを、疾走感あふれる曲にのせたナンバーとなっている[1]。
2. Wardrobe #6 [3:22]
  - 作詞：Diggy-MO'／作曲・編曲：Diggy-MO', Ars Wizard C-VE
  - タイトルは「ワードローブナンバーシックス」と読む。
3. STAY BEAUTIFUL （Instrumental）
  - 作曲・編曲：Diggy-MO', JUNKOO
  - Diggy-MO'の曲としては、初のインストゥルメンタルである。